# Vauchrétien
Vauchrétien és un municipi francès situat al departament de Maine i Loira i a la regió de País del Loira. L'any 2007 tenia 1.531 habitants.

## Demografia

### Població
El 2007 la població de fet de Vauchrétien era de 1.531 persones. Hi havia 532 famílies de les quals 75 eren unipersonals (33 homes vivint sols i 42 dones vivint soles), 158 parelles sense fills, 266 parelles amb fills i 33 famílies monoparentals amb fills.
La població ha evolucionat segons el següent gràfic:
Habitants censats

### Habitatges
El 2007 hi havia 576 habitatges, 534 eren l'habitatge principal de la família, 24 eren segones residències i 17 estaven desocupats. 575 eren cases i 1 era un apartament. Dels 534 habitatges principals, 456 estaven ocupats pels seus propietaris, 73 estaven llogats i ocupats pels llogaters i 5 estaven cedits a títol gratuït; 7 tenien dues cambres, 53 en tenien tres, 103 en tenien quatre i 371 en tenien cinc o més. 451 habitatges disposaven pel capbaix d'una plaça de pàrquing. A 151 habitatges hi havia un automòbil i a 356 n'hi havia dos o més.

### Piràmide de població
La piràmide de població per edats i sexe el 2009 era:
| Homes | Edats   | Dones |
| ----- | ------- | ----- |
| 0     | 95 o +  | 0     |
| 4     | 90 a 94 | 0     |
| 12    | 85 a 89 | 4     |
| 12    | 80 a 84 | 0     |
| 8     | 75 a 79 | 32    |
| 28    | 70 a 74 | 12    |
| 12    | 65 a 69 | 32    |
| 16    | 60 a 64 | 20    |
| 40    | 55 a 59 | 20    |
| 56    | 50 a 54 | 32    |
| 56    | 45 a 49 | 68    |
| 52    | 40 a 44 | 64    |
| 64    | 35 a 39 | 52    |
| 60    | 30 a 34 | 76    |
| 28    | 25 a 29 | 12    |
| 20    | 20 a 24 | 28    |
| 76    | 15 a 19 | 68    |
| 80    | 10 a 14 | 60    |
| 64    | 5 a 9   | 64    |
| 44    | 0 a 4   | 44    |

## Economia
El 2007 la població en edat de treballar era de 1.009 persones, 766 eren actives i 243 eren inactives. De les 766 persones actives 711 estaven ocupades (365 homes i 346 dones) i 55 estaven aturades (24 homes i 31 dones). De les 243 persones inactives 95 estaven jubilades, 100 estaven estudiant i 48 estaven classificades com a «altres inactius».

### Ingressos
El 2009 a Vauchrétien hi havia 521 unitats fiscals que integraven 1.560 persones, la mediana anual d'ingressos fiscals per persona era de 18.653 €.

### Activitats econòmiques
Dels 45 establiments que hi havia el 2007, 2 eren d'empreses alimentàries, 4 d'empreses de fabricació d'altres productes industrials, 19 d'empreses de construcció, 4 d'empreses de comerç i reparació d'automòbils, 2 d'empreses de transport, 2 d'empreses financeres, 4 d'empreses immobiliàries, 2 d'empreses de serveis, 4 d'entitats de l'administració pública i 2 d'empreses classificades com a «altres activitats de serveis».
Dels 21 establiments de servei als particulars que hi havia el 2009, 1 era una oficina bancària, 1 taller de reparació d'automòbils i de material agrícola, 2 paletes, 5 guixaires pintors, 3 fusteries, 2 lampisteries, 3 electricistes, 1 empresa de construcció, 2 perruqueries i 1 agència immobiliària.
L'únic establiment comercial que hi havia el 2009 era una botiga d'electrodomèstics.
L'any 2000 a Vauchrétien hi havia 26 explotacions agrícoles que ocupaven un total de 1.080 hectàrees.

## Equipaments sanitaris i escolars
El 2009 hi havia una escola elemental.

## Poblacions més properes
El següent diagrama mostra les poblacions més properes.